# مورغان كرافت
مورغان كرافت (بالإنجليزية: Morgan Craft)‏ هي لاعبة رماية أمريكية، ولدت في 11 مايو 1993 في Muncy Valley, Pennsylvania ‏ في الولايات المتحدة.

## وصلات خارجية
- مورغان كرافت على موقع أوليمبيديا (الإنجليزية)